# MERTK
 Протоонкогенная тирозинпротеинкиназа MER  — фермент, который у человека кодируется геном MERTK.Этот ген является членом MER/AXL/TYRO3 семейства киназных рецепторов и кодирует трансмембранный белок с двумя фибронектиновыми доменами типа III, двумя Ig-образными (иммуноглобулинообразными) доменами типа С2 и одним доменом тирозинкиназы. Мутации в этом гене связаны с нарушением фагоцитоза пигментного эпителия сетчатки (ПЭС) и началом аутосомно-рецессивного пигментного ретинита (RP) типа 38.